# Göltzschtals voetbalkampioenschap 1912/13
In 1912/13 werd het eerste Göltzschtals voetbalkampioenschap gespeeld, dat georganiseerd werd door de Midden-Duitse voetbalbond. 
Falkensteiner FC werd de eerste kampioen, maar kon niet deelnemen aan de Midden-Duitse eindronde omdat deze al in maart gespeeld werd en zij pas in april de titel behaalden. 

## 1. Klasse
| Plaats | Club                     | Wed.           | W              | G              | V              | Saldo          | Ptn.           |
| ------ | ------------------------ | -------------- | -------------- | -------------- | -------------- | -------------- | -------------- |
| 1.     | Falkensteiner FC         | 8              | 5              | 0              | 3              | 20:19          | 10:06          |
| 2.     | FC Sportfreunde Auerbach | 8              | 5              | 0              | 3              | 24:15          | 10:06          |
| 3.     | Auerbacher FC 1906       | 8              | 5              | 0              | 3              | 18:05          | 10:06          |
| 4.     | Falkensteiner BC         | 8              | 4              | 0              | 4              | 28:23          | 08:08          |
| 5.     | FC Hubertia Falkenstein  | 8              | 1              | 0              | 7              | 09:27          | 02:14          |
| 6.     | SV 1911 Treuen           | Teruggetrokken | Teruggetrokken | Teruggetrokken | Teruggetrokken | Teruggetrokken | Teruggetrokken |

SV 1911 Treuen trok zich in oktober 1912 terug na vier verloren wedstrijden, die daarna geschrapt werden. 
|  | Play-off titel |

### Play-off
Eerste wedstrijd
|               |                  |       |                          |  |
| 13 april 1913 | Falkensteiner FC | 2 – 1 | FC Sportfreunde Auerbach |  |
| 13 april 1913 |                  |       |                          |  |

Tweede wedstrijd
|               |                  |       |                    |  |
| 20 april 1913 | Falkensteiner FC | 4 – 0 | Auerbacher FC 1906 |  |
| 20 april 1913 |                  |       |                    |  |

Aangezien Falkensteiner twee keer gewonnen had was de wedstrijd tussen Sportfreunde Auerbach en Auerbacher FC 06 overbodig. 